# Communauté de communes Falaises du Talou
La communauté de communes Falaises du Talou (CCFT), auparavant dénommée communauté de communes des Monts et Vallées, est une communauté de communes française, située dans le département de la Seine-Maritime en région Normandie.

## Historique
La communauté a été créée au 1er janvier 2002 sous le nom de « communauté de communes des Monts et Vallées » 
En application du schéma départemental de coopération intercommunale (SDCI) adopté en octobre 2016, elle s'étend au 1er janvier 2017 aux huit communes suivantes :
- 6 communes issues de la communauté de communes d'Yères et Plateaux (Saint-Martin-le-Gaillard, Canehan, Touffreville-sur-Eu, Cuverville-sur-Yères, Sept-Meules et Villy-sur-Yères),
- Avesnes-en-Val, issue de la communauté de communes de Londinières,
- la commune nouvelle de Petit-Caux créée le 1er janvier 2016 par transformation de l'ex-communauté de communes du Petit Caux.

La communauté de communes des Monts et Vallées décide alors de changer de nom pour celui de communauté de communes Falaises du Talou,.

## Toponymie
Le nom choisit par l'intercommunalité en 2017 rappelle le Talou, qui était un ancien comté médiéval autrement correspondant sensiblement au comté d’Arques et  qui s’étendait le long des côtes de la Manche de Dieppe à Eu et pénétrait dans les terres jusqu’à Neufchâtel-en-Bray. 
Le territoire communautaire  en constitue la partie maritime.

## Territoire communautaire

### Géographie
Située dans le nord-est du département de la Seine-Maritime, la communauté de communes Falaises du Talou regroupe 24 communes et s'étend sur 328,5 km2.
Son territoire est situé à une vingtaine de minutes du terminal TransManche Dieppe-Newhaven, et à un quart d'heure de Dieppe, à une heure environ de Rouen et à 2 heures et demi de Paris. Il compte près de 6 000 emplois, répartis entre trois pôles principaux (qui rassemblent plus de 80 % des emplois de l’EPCI) : Petit-Caux (2 206 emplois), Saint-Nicolas-d’Aliermont (1 657 emplois) et Envermeu.

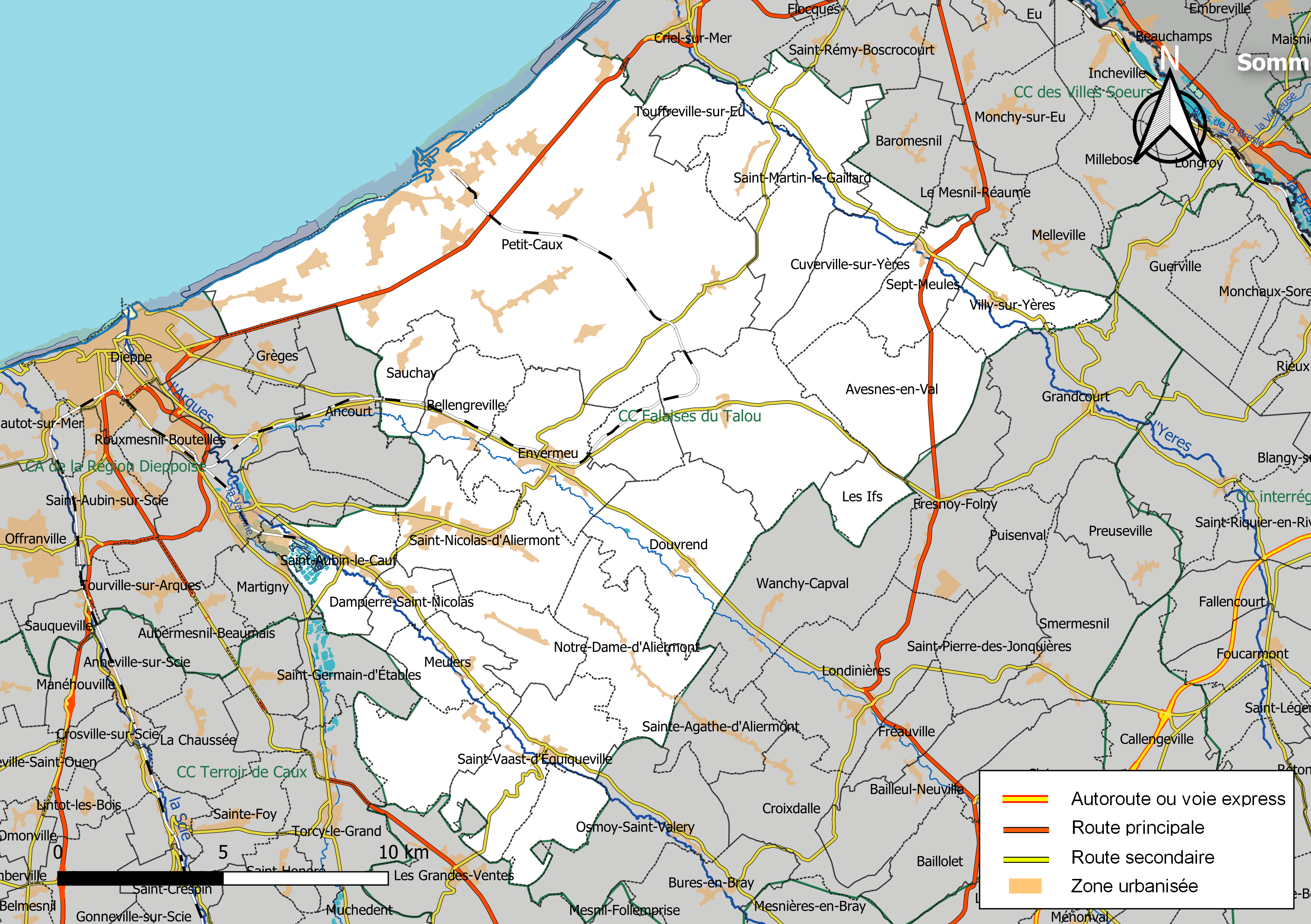
Carte de la communauté de communes Falaises du Talou au 1er janvier 2019.

### Composition
La communauté de communes est composée des 24 communes suivantes :

| Nom                        | Code Insee | Gentilé          | Superficie (km2) | Population (dernière pop. légale) | Densité (hab./km2) |
| -------------------------- | ---------- | ---------------- | ---------------- | --------------------------------- | ------------------ |
| Envermeu (siège)           | 76235      | Envermeudois     | 14,58            | 1 973 (2022)                      | 135                |
| Avesnes-en-Val             | 76049      | Avesnois         | 16,51            | 264 (2022)                        | 16                 |
| Bailly-en-Rivière          | 76054      | Baillois         | 20,06            | 514 (2022)                        | 26                 |
| Bellengreville             | 76071      | Bellengrevillais | 7,67             | 471 (2022)                        | 61                 |
| Canehan                    | 76155      | Canehanais       | 6,18             | 380 (2022)                        | 61                 |
| Cuverville-sur-Yères       | 76207      | Cuvervillais     | 11,06            | 193 (2022)                        | 17                 |
| Dampierre-Saint-Nicolas    | 76210      | Dampierrois      | 3,94             | 447 (2022)                        | 113                |
| Douvrend                   | 76220      | Douvrendois      | 17,96            | 511 (2022)                        | 28                 |
| Freulleville               | 76288      | Freullevillois   | 11,13            | 378 (2022)                        | 34                 |
| Les Ifs                    | 76371      | Ifais            | 4,03             | 72 (2022)                         | 18                 |
| Meulers                    | 76437      | Meulénois        | 6,67             | 579 (2022)                        | 87                 |
| Notre-Dame-d'Aliermont     | 76472      | Aliermontais     | 13,31            | 712 (2022)                        | 53                 |
| Petit-Caux                 | 76618      | Caux-Marins      | 91,11            | 9 626 (2022)                      | 106                |
| Ricarville-du-Val          | 76526      | Ricarvillais     | 5,62             | 193 (2022)                        | 34                 |
| Saint-Aubin-le-Cauf        | 76562      | Saint-Aubinois   | 10,11            | 832 (2022)                        | 82                 |
| Saint-Jacques-d'Aliermont  | 76590      | Jacobiens        | 7,86             | 362 (2022)                        | 46                 |
| Saint-Martin-le-Gaillard   | 76619      | Saint-Martinais  | 17,8             | 293 (2022)                        | 16                 |
| Saint-Nicolas-d'Aliermont  | 76624      | Nicolaisiens     | 15,53            | 3 707 (2022)                      | 239                |
| Saint-Ouen-sous-Bailly     | 76630      | Saint-Ouennais   | 5,32             | 225 (2022)                        | 42                 |
| Saint-Vaast-d'Équiqueville | 76652      | Saint-Vaastais   | 14,04            | 753 (2022)                        | 54                 |
| Sauchay                    | 76665      | Salchaisiens     | 5,74             | 448 (2022)                        | 78                 |
| Sept-Meules                | 76671      | Sept-Meulois     | 8,22             | 173 (2022)                        | 21                 |
| Touffreville-sur-Eu        | 76703      |                  | 5,69             | 230 (2022)                        | 40                 |
| Villy-sur-Yères            | 76745      | Villois          | 8,34             | 217 (2022)                        | 26                 |

### Démographie
| 1968   | 1975   | 1982   | 1990   | 1999   | 2007   | 2012   | 2017   |
| ------ | ------ | ------ | ------ | ------ | ------ | ------ | ------ |
| 15 968 | 16 587 | 18 237 | 19 988 | 20 093 | 22 039 | 23 030 | 23 616 |

## Organisation

### Siège
L’intercommunalité a son siège à Envermeu, 46 bis rue du général de Gaulle.

### Élus
La communauté de communes est administrée par son conseil communautaire, composé, pour la mandature 2020-2026, de 54 conseillers municipaux représentant les 24 communes membres, répartis comme suit en fonction de leur population :

- 18 délégués pour Petit-Caux ;

- 7 délégués pour Saint-Nicolas d'Aliermont ;

- 4 délégués pour Envermeu ;

- 2 délégués pour Saint-Aubin-le-Cauf, Notre-Dame-d'Aliermont, Saint-Vaast-d'Équiqueville, et Meulers ;

- 1 délégué ou son suppléant pour les autres communes.

Au terme des élections municipales de 2020 dans la Seine-Maritime, le conseil communautaire reconstitué du 15 juillet 2020  a élu son nouveau président, Patrice Philippe, maire de Petit-Caux. Celui du 23 juillet 2020 a permis l'élection de ses huit vice-présidents, qui sont : 
1. Jean-Marie Follain, maire de Saint-Jacques-d'Aliermont  (Finances, Budget, commission d’appels d’offres...) ;
2. Martial Fromentin, maire de Saint-Martin-le-Gaillard (Développement durable) ;
3. Caroline Duhamel, élue de Petit-Caux (Jeunesse et aux Sports) ;
4. Christophe Fromentin, maire de Notre-Dame-d'Aliermont (Économie, grands projets) ;
5. Loïc Beaucamp, élu de Saint-Nicolas-d'Aliermont (Tourisme) ;
6. Patrick Leroy, maire d'Envermeu (Service public, Santé) ;
7. M. Dominique Poirier, élu de Petit-Caux (Ordures ménagères, déchetteries, tri des déchets) ;
8. Luc Piquet, maire de Douvrend (patrimoine communautaire).

Ensemble, ils constituent le bureau de l'intercommunalité pour la mandature 2020-2026.

### Liste des présidents
| Période                                  | Période                    | Identité         | Étiquette         | Qualité |
| ---------------------------------------- | -------------------------- | ---------------- | ----------------- | --- |
| Les données manquantes sont à compléter. |                            |                  |                   | |
| 2002                                     | juillet 2020               | Gérard Picard    | RPR puis UMP → LR | Pharmacien Maire d'Envermeu (1989 → 2020) Conseiller général d'Envermeu (2001 → 2015) Président du Syndicat mxte du Pays Dieppois Terroir de Caux (2014 → 2020) |
| juillet 2020                             | En cours (au 10 août 2020) | Patrice Philippe | DVG               | Maire de Petit-Caux |

### Compétences
L'intercommunalité exerce les compétences qui lui ont été transférées par les communes membres, dans les conditions fixées par le code général des collectivités territoriales. Après l'arrêté préfectoral du 9 janvier 2018, ces compétences sont les suivantes :
- Aménagement de l'espace communautaire : schéma de cohérence territoriale, plan local d'urbanisme et documents d'urbanisme, études de résorption et réhabilitation des friches industrielles, stratégie de développement, aménagement numérique et déploiement du très haut débit ;
- Développement économique : immobilier, foncier et animation du tissu économique, schéma de développement économique, promotion du tourisme, GEMAPI, airse d'accueil des gens du voyage, collecte et traitement des déchets des ménages et déchets assimilés ;
- Protection et mise en valeur de l'environnement ;
- Politique du logement social d'intérêt communautaire et actions en faveur des personnes défavorisées ;
- Voiries reconnues d'intérêt communautaire ;
- Équipements culturels  et sportifs d'intérêt communautaire, équipements scolaires d'intérêt communautaire ;
- Maisons de service au public ;
- Actions culturelles ;
- Petite enfance / enfance et jeunesse ;
- Certaines compétences liées à la GEMAPI.

### Régime fiscal et budget
La Communauté de communes est un établissement public de coopération intercommunale à fiscalité propre.
Afin de financer l'exercice de ses compétences, l'intercommunalité perçoit la fiscalité professionnelle unique (FPU) – qui a succédé à la taxe professionnelle unique (TPU) – et assure une péréquation de ressources entre les communes résidentielles et celles dotées de zones d'activité.
Elle ne verse pas de dotation de solidarité communautaire (DSC) à ses communes membres.
Avec l'extension de 2017, le territoire communautaire comprend la centrale nucléaire de Penly, ce qui lui assure d'importantes rentrées fiscales.

## Projets et réalisations
Conformément aux dispositions légales, une communauté de communes a pour objet d'associer des « communes au sein d'un espace de solidarité, en vue de l'élaboration d'un projet commun de développement et d'aménagement de l'espace ».